# 波斯河镇
波斯河镇，是中华人民共和国四川省甘孜藏族自治州雅江县下辖的一个乡镇级行政单位。
2020年6月17日，四川省人民政府批复同意撤销波斯河乡，设立波斯河镇，以原波斯河乡和原恶古乡日衣村、大河村、恶古村、马益西村所属行政区域为波斯河镇的行政区域，波斯河镇人民政府驻孜河村44号。

## 行政区划
波斯河镇下辖以下地区：
孜河村、南根村、邓科村、雨日村和下日村。